# Ai Fukuhara
Ai Fukuhara (福原 愛?, Fukuhara Ai; Sendai, 1º novembre 1988) è una tennistavolista giapponese, sponsorizzata da All Nippon Airways.

## Carriera
Ai Fukuhara ha cominciato a giocare a tennis da tavolo all'età di tre anni, diventando professionista a dieci anni. L'anno seguente divenne la tennistavolista più giovane di sempre a diventare membro della nazionale giapponese. Data la sua età è stata considerata una bambina prodigio della disciplina del tennis da tavolo. All'età di tredici anni, nel 2002, è diventata la più giovane rappresentante del Giappone ai Giochi asiatici. Nel 2003, al suo debutto ai Campionati mondiali di tennis tavolo a Parigi, è arrivata ai quarti di finale perdendo contro la favorita Zhang Yining. Nel 2004 ha preso nuovamente parte ai Campionati mondiali aiutando la sua nazione a raggiungere il terzo posto.

### Carriera olimpica
Si è qualificata per partecipare ai Giochi della XXVIII Olimpiade svoltosi ad Atene nel 2004, diventando, all'età di 15 anni e 287 giorni, la più giovane ragazza tennistavolista ai Giochi Olimplici. Ha perso contro la vincitrice del bronzo Kim Kyung-Ah.
| Round | Risultato | Nazione avversaria | Avversario   | Punteggio | per match | per match | per match | per match | per match | per match | per match |
| 1°    | Bye       | Bye                | Bye          | Bye       | Bye       | Bye       | Bye       | Bye       | Bye       | Bye       | Bye       |
| 2°    | W         | Australia          | Miao Miao    | 4-3       | 5-11      | 7-11      | 11-9      | 11-6      | 11-6      | 9-11      | 11-9      |
| 3°    | W         | Stati Uniti        | Gao Jun      | 4-0       | 11-3      | 11-6      | 11-8      | 11-9      |           |           |           |
| 4°    | L         | Corea del Sud      | Kim Kyung-Ah | 1-4       | 8-11      | 5-11      | 11-7      | 13-15     | 6-11      |           |           |

Nell'aprile del 2005 Fukuhama ha rimpiazzato la compatriota Aya Umemura diventando la migliore classificata giapponese nella ITTF World Ranking list. È avanzata alle semifinali per la Coppa del mondo femminile del 2005, perdendo contro Guo Yan ma vincendo contro Tie Ya Na nel terzo match.
Ai Fukuhara si qualificata direttamente per i Giochi Olimpici di Pechino 2008 data la sua posizione nella classifica mondiale. È stata scelta come portabandiera della nazionale giapponese durante la cerimonia d'apertura.
ha gareggiato in squadra con Sayaka Hirano e Haruna Fukuoka vincendo la medaglia di bronzo ma perdondendo contro la Corea del Sud. Nelle gare singole Ai Fukuhara è avanzata fino al round 16 perdendo contro Zhang Yining, vincitrice dell'oro.
Nel giugno del 2011 la sua posizione nella classifica mondiale le ha permesso di qualificarsi nuovamente per i Giochi Olimpici, che si svolgeranno a Londra nel 2012.

## Popolarità
Il suo nome, "Ai", significa "amore" ed è spesso chiamata "Ai-chan" (愛ちゃん) in Giappone, dove è una personalità celebre dato il suo talento e la sua giovane età. Ai Fukuhara è apparsa in due videogiochi giapponesi di tennis da tavolo per PlayStation 2: Ikuze! Onsen Takkyū!! (Do it! Hot Spring Table Tennis!!) pubblicato il 21 dicembre 2001 e Fukuhara Ai No Takkyū Icchokusen (Ai Fukuhara's Table Tennis) pubblicato il 24 giugno 2004.
Ha portato la fiamma olimpica a Tokyo nel 2004 ed è stata la portabandiera della sua nazione alla cerimonia di apertura dei Giochi Olimpici di Pechino 2008.

## Vita privata
Fukuhara ha frequentato la Aomori Yamada Junior High School diplomandosi alla Aomori Yamada High School nel 2007. Entrambe le scuole sono localizzate ad Aomori nell'omonima prefettura. Nel 2007 si è iscritta all'Università di Waseda, che ha poi abbandonato nel 2010 per dedicarsi completamente alle competizioni sportive.